# Orante d'Iaroslavl
L'Orante d'Iaroslavl est une icône de la Vierge Marie, réalisée selon différentes estimations au XIIe et XIIIe siècles et provenant du Monastère de la Transfiguration du Sauveur. Cette icône est également connue sous le nom de « Notre-Dame des signes », « Grande Panagia ». 

## Histoire
Il n'existe pas de consensus sur la date de création de cette icône. Selon plusieurs estimations elle aurait été peinte soit au début du XIIe soit au début  du  XIIIe siècle. Selon la légende l'icône a été peinte par Alipi Petcherski, moine de Kiev de la Laure des Grottes de Kiev.
L'histoire de l'icône n'a été connue que lorsqu'elle fut découverte par des historiens restaurateurs en 1919. Une spécialiste de l'iconographie russe ancienne, Valentina Antonova, décrit ainsi l'évènement :

« Dans la pénombre du cellier du monastère Spasski à Iaroslavl, parmi des chiffons poussiéreux... les mains habiles de l'icongraphiste G. O. Tchirikova sentaient la surface inégale d'un ancien et grand tableau
en matière poreuse. L'icône dont il s'agissait avait été recouverte par une peinture épaisse des XVIIIe ou  XIXe siècle qui formait un tableau  nouveau, et il semblait que le premier avait tout à fait disparu.
Mais sous cette peinture se cachait presque intacte l'« Orante d'Iaroslavl — la Grande Panagia », créée peut-être par le premier des peintres d'icônes russes : Alipi Petcherski »

— Icône miraculeuse de la Mère de Dieu ; la Grande Panagia.
En 1925—1929 la restauration de l'icône a été réalisée. En 1928 Alexandre Anisimov l'a classée dans le type des icônes dites orantes. Elle est conservée à la Galerie Tretiakov de Moscou.